# Liste der Monuments historiques in Les Loges-Margueron
Die Liste der Monuments historiques in Les Loges-Margueron führt die Monuments historiques in der französischen Gemeinde Les Loges-Margueron auf.

## Liste der Objekte
| Bezeichnung                                     | Beschreibung | Standort                       | Kennzeichnung | Schutzstatus | Datum | Bild |
| ----------------------------------------------- | --- | ------------------------------ | ------------- | ------------ | ----- | ---- |
| Gemälde Taufe Christi                           | Ölfarbe auf Leinwand, Mitte des 18. Jahrhunderts                                                                                   | in der Kirche St-Robert (Lage) | PM10001060    | Classé       | 1978  |      |
| Kirchenfenster Kreuzigung                       | aus dem 16. Jahrhundert | in der Kirche St-Robert (Lage) | PM10001059    | Classé       | 1978  |      |
| Kanzel                                          | Eichenholz, 19. Jahrhundert | in der Kirche St-Robert (Lage) | PM10004901    | Inscrit      | 1975  |      |
| Zwei Seitenaltäre                               | jeweils Altartisch, Retabel und Gemälde; Holz, farbig gefasst, 17. Jahrhundert; die Gemälde von Gustave Charles Descostils, 1854   | in der Kirche St-Robert (Lage) | PM10004902    | Inscrit      | 1975  |      |
| Hauptaltar                                      | Altartisch, Tabernakel und Retabel; Holz, farbig gefasst und vergoldet, zweites Viertel des 19. Jahrhunderts; zugehörig PM10004904 | in der Kirche St-Robert (Lage) | PM10004903    | Inscrit      | 1975  |      |
| Gemälde Kreuzigung                              | Ölfarbe auf Leinwand, 19. Jahrhundert                                                                                              | in der Kirche St-Robert (Lage) | PM10004904    | Inscrit      | 1975  |      |
| Aufsatz eines Prozessionsstabs Madonna mit Kind | Holz, vergoldet, 17. Jahrhundert                                                                                                   | in der Kirche St-Robert (Lage) | PM10004905    | Inscrit      | 1975  |      |
| Aufsatz eines Prozessionsstabs Heiliger Rochus  | Holz, vergoldet, 16. Jahrhundert                                                                                                   | in der Kirche St-Robert (Lage) | PM10004906    | Inscrit      | 1975  |      |